# Darío Lancini
Darío Lancini (Caracas, Venezuela, 1932 - 19 de junio de 2010) fue un poeta venezolano, considerado el más grande palindromista de la lengua española.

## Biografía
Fue miembro de los grupos literarios El Techo de la Ballena y Tabla Redonda de cuya revista homónima fue colaborador, junto con Rafael Cadenas, Manuel Caballero, Jesús Sanoja Hernández y Jacobo Borges, entre otros.
Durante la dictadura de Marcos Pérez Jiménez, fue acusado de intento de magnicidio, y estuvo seis años detenido en la prisión de la isla Guasina.
Se exilió a Polonia durante los años sesenta. Regresa a Venezuela en los setenta, al mismo tiempo que Salvador Garmendia pública su libro Oír a Darío.
Estuvo casado con la escritora venezolana Antonieta Madrid.
Falleció en 2010 en Caracas, luego de sufrir una larga dolencia respiratoria.

## Trayectoria literaria
Lancini es el autor de un único libro. Se trata de una obra enigmática, que estuvo componiento toda su vida. Publicado en 1975, y reeditado en 1996, Oír a Darío lo conforman treinta palíndromos de distinta extensión, siendo el más corto uno de 4 palabras ("Yo hago yoga hoy") y el más largo de 750 palabras, titulado Ubú Rey. El libro además incluye un apéndice con el vocabulario utilizado por Lancini para hacer sus palíndromos.

Por este libro, Julio Cortázar le escribió una carta (incluida como apéndice en una reedición de Oír a Darío publicada en 1996) en la que señala:
Acabo de recibir por Sergio Pitol su maravilloso OIRADARIO. Gracias, muchas gracias por estas horas fascinantes que he pasado con su libro, un libro interminable porque se vuelve a él una y otra vez, a solas y con los amigos, en plena calle, en pleno sueño. Me ha hecho usted un regalo que no olvidaré nunca. Al mostrarnos así las dos caras del espejo, nos enriquece en poesía, nos entraña aún más en el vértigo de la palabra. Gracias.
En el 2010, El Salmón - Revista de Poesía publicó varios poemas inéditos de Lancini pertenecientes a su libro-artefacto Logodédalo, que incluye textos bifrónticos como este: 
El mar y no tu telar. 
El mar y no el ejido, el mar y no su eco. 
Su cumbia y no su fría razón ando 
buscando. Su eco sensual malográndose oí. 
Oí el mar y no su cítara. Oh, Dios, ¿si 
con su sal forja cien aguas 
el mar y no tu telar,  

se asea la mariposa encubierta?.
Que puede leerse también de esta forma: 
El marino tutelar.
El marino elegido, el marino sueco. 
Sucumbía y no sufría razonando. 
Buscan dos huecos en su alma logran doce, oh. 
Y hoy el marino sucitará odios, ¿si 
con sus alforjas y enaguas 
el marino tutelar 

se hace a la mar y posa en cubierta?.

## Legado
A pesar de su estatus marginal dentro de la literatura latinoamericana, fue admirado por autores como Augusto Monterroso, Salvador Garmendia, Sergio Pitol, Julio Cortázar y Gerardo Deniz.
Para el también poeta palindromista español Pedro Poitevin, Lancini es "el mejor palindromista de la lengua española (y también el mejor escritor de textos bifrontes, como su famoso “El mar y no tu telar”)." Para el poeta mexicano Aurelio Asiain: "en nuestra lengua el gran maestro (término ajedrecístico, pero algo de ajedrez tiene el palíndromo) es indiscutiblemente el venezolano Darío Lancini (1932-2010): sus creaciones no son solo textos reversibles sino muchas veces auténticos poemas."
Sobre Lancini, decía Manuel Caballero: “En los mil años de la lengua española, sólo el venezolano Darío Lancini ha logrado construir un palíndromo de 750 palabras: nada menos que una obra de teatro basada en aquel Ubú rey del icono de los surrealistas Alfred Jarry”.
En 1986 se expuso en Boston el holograma "Palindrom" del artista alemán Dieter Jung, acompañado de un palíndromo de Lancini titulado Dogma.
Darío Lancini es uno de los personajes de la novela The Night (ganadora del Premio Bienal de Novela Mario Vargas Llosa) de Rodrigo Blanco Calderón. También aparece en la novela Crema Paraíso, de Camilo Pino.

## Obra
- 1975 - Oír a Darío. Caracas: Monteávila.
- Logodédalo (inédito)